# グッド・モーニング・アメリカ
『グッド・モーニング・アメリカ』（Good Morning America）は、1975年11月3日からアメリカ・ABCで放送されている報道番組・朝の情報番組である。ニューヨーク・タイムズスクエアにあるタイムズスクエア・スタジオからの生放送。略称「GMA」。関連番組として、昼に放送されている「GMA3:What You Need To Know」がある。

## 出演者

### 平日版
- ロビン・ロバーツ
- ジョージ・ステファノプロス
- マイケル・ストラハン
- エイミー・ロバック（ニュース担当）
- ジンジャー・ズィー（気象情報担当）

### 週末版
- エヴァ・ピルグリム
- ウィット・ジョンソン
- ジャナイ・ノーマン

### 過去の出演者
- チャールズ・ギブソン - 『ABCワールドニュース』のアンカー就任のため、2006年6月に退任。
- トニー・パーキンス（気象情報担当）
- ダイアン・ソイヤー - 上記のギブソンの降板に伴う『ABCワールド・ニュース・ウィズ・ダイアン・ソーヤー』のアンカー就任のため、2009年12月11日に退任。
- クリス・クオモ（気象情報担当） - 『20/20』アンカー就任のため、2009年12月11日に退任。
- ケイト・スノー
- ビル・ウィアー

## コーナー
Breaking News
放送開始からすぐスタートするニュースコーナー。ニュースコーナーが流れていない間も画面下部にテロップが表示されているため、いつでも最新のニュースを見ることが可能。
Around the WATERCOOLER
7時台の終わりに放送されるミニコーナー。最近の話題などを司会の人々が語り合うもので、NBC『ザ・トゥナイト・ショー』やCBS『レイト・ショー・ウィズ・デイヴィッド・レターマン』など、他局のトーク番組の話題もよく取り上げられる。
BREAKFAST DASH
8時台に放送されることの多いコーナー。
その他、気象情報や音声無しのテロップ形式のニュースも毎日放送されている。

## エピソード
- 2005年4月12日、スタジオの外に特設ステージを設置してマライア・キャリーがライブを行なったことは日本でも非常に大きな話題になった。
- 2015年、放送開始から40周年を迎えるに当たり、NHKワールドTVの定時ニュース番組・NEWSLINEのアンカー陣が東京のスタジオより生出演し、番組40周年の祝いの言葉を贈った[1]。

## 放送時間
毎週月曜 - 金曜 7:00 - 9:00
東部標準時エリアでは上記の時間に生放送されているが、その他のタイムゾーンのエリアでも、そのゾーンにおいて7:00 - 9:00の時間帯で放送される。従って東部標準時エリア以外では遅れ放送（撮って出し）となる。

## その他
日本国内向けの定期放送は無い。ただし、NHKが放送権を持っており、当番組の放送内容の一部がNHKBS1、NHK総合テレビジョンの各チャンネルのニュース番組に使用される事がある。この他AFN prime pacific （米軍のテレビ放送サービス、総合チャンネル）にて放送される事があり、AFNのサービスを受けている家庭（米軍関係者及び、その軍属が対象）に限り日本国内で視聴出来る。